# 国道323号
国道323号（こくどう323ごう）は、佐賀県佐賀市から唐津市に至る一般国道である。

## 概要
佐賀市北西部から唐津市東部の山間部の集落を通る国道である。
佐賀市の中心部を起点に、佐賀市大和町梅野（川上峡温泉付近）まで国道263号と重複し、嘉瀬川の左岸（東側）を北上する。国道263号は大和町梅野以北も嘉瀬川の左岸に延びるが、当路線は左折し単独区間となる。官人橋を渡ってすぐ右折し、川向こうの国道263号と並行しながら嘉瀬川の右岸を北上する。佐賀市富士町内野で嘉瀬川沿いに左にカーブして西に向きを変え国道263号と離れ、熊の川温泉や雄淵トンネルを経て、富士町古湯で右にカーブし北上する。旧富士町の中心部である古湯温泉への分岐を過ぎると、古湯温泉トンネルを通り、ダム工事による付け替え区間を含む富士しゃくなげ湖（嘉瀬川ダム）西側を北上、富士町大字中原で再び左にカーブする。
観音峠を越えて唐津市に入り、唐津市七山市民センター、七山温泉と玉島川沿いに山を下り、旧浜玉町市街地の浜玉町浜交差点が終点となる。
単独区間内は幅員がやや狭い区間がある。

### 路線データ
一般国道の路線を指定する政令に基づく起終点および重要な経過地は次のとおり。
- 起点：佐賀市（SAGAアリーナ前交差点 = 国道34号交点、国道203号・国道263号終点、国道264号起点）
- 終点：佐賀県東松浦郡浜玉町[注釈 2]（浜玉町浜交差点 = 国道202号上、佐賀県道347号虹の松原線終点）
- 重要な経過地：佐賀県佐賀郡大和町[注釈 3]
- 総延長 : 44.7 km（重用延長を含む。）[2][注釈 4]
- 重用延長 : 6.4 km[2][注釈 4]
- 未供用延長 : なし[2][注釈 4]
- 実延長 : 38.3 km[2][注釈 4]
  - 現道 : 38.3 km[2][注釈 4]
  - 旧道 : なし[2][注釈 4]
  - 新道 : なし[2][注釈 4]
- 指定区間：なし[3]

## 歴史
- 1970年（昭和45年）4月1日 - 一般国道323号（佐賀県佐賀市 - 佐賀県東松浦郡浜玉町（現：唐津市））として指定。主要地方道佐賀浜崎線[4]を前身とする。
- 2012年（平成24年）9月28日 - 古湯温泉トンネル開通。
- 2020年（令和2年）4月1日 - 佐賀県告示第103号により、古湯温泉トンネルの旧道の国道指定が解除され、旧道は佐賀県道209号広滝大和富士線、市道に降格[5]。

## 路線状況

### 重複区間
- 国道263号（佐賀市日の出1丁目・SAGAアリーナ前交差点（起点） - 佐賀市大和町大字梅野）
- 国道202号（唐津市浜玉町渕上 - 唐津市浜玉町浜崎・浜玉町浜交差点（終点））

### 道路施設

#### 橋梁
- 官人橋（嘉瀬川、佐賀市）
- 天河（あまご）大橋（天河川、佐賀市）
- 神水川大橋（佐賀市）
- 浜玉高架橋（横田川、唐津市）

#### トンネル
起点から
- 雄淵トンネル：延長343 m、1982年（昭和57年）竣工、佐賀市
- 古湯温泉トンネル：延長348 m、2012年（平成24年）竣工、佐賀市

## 地理

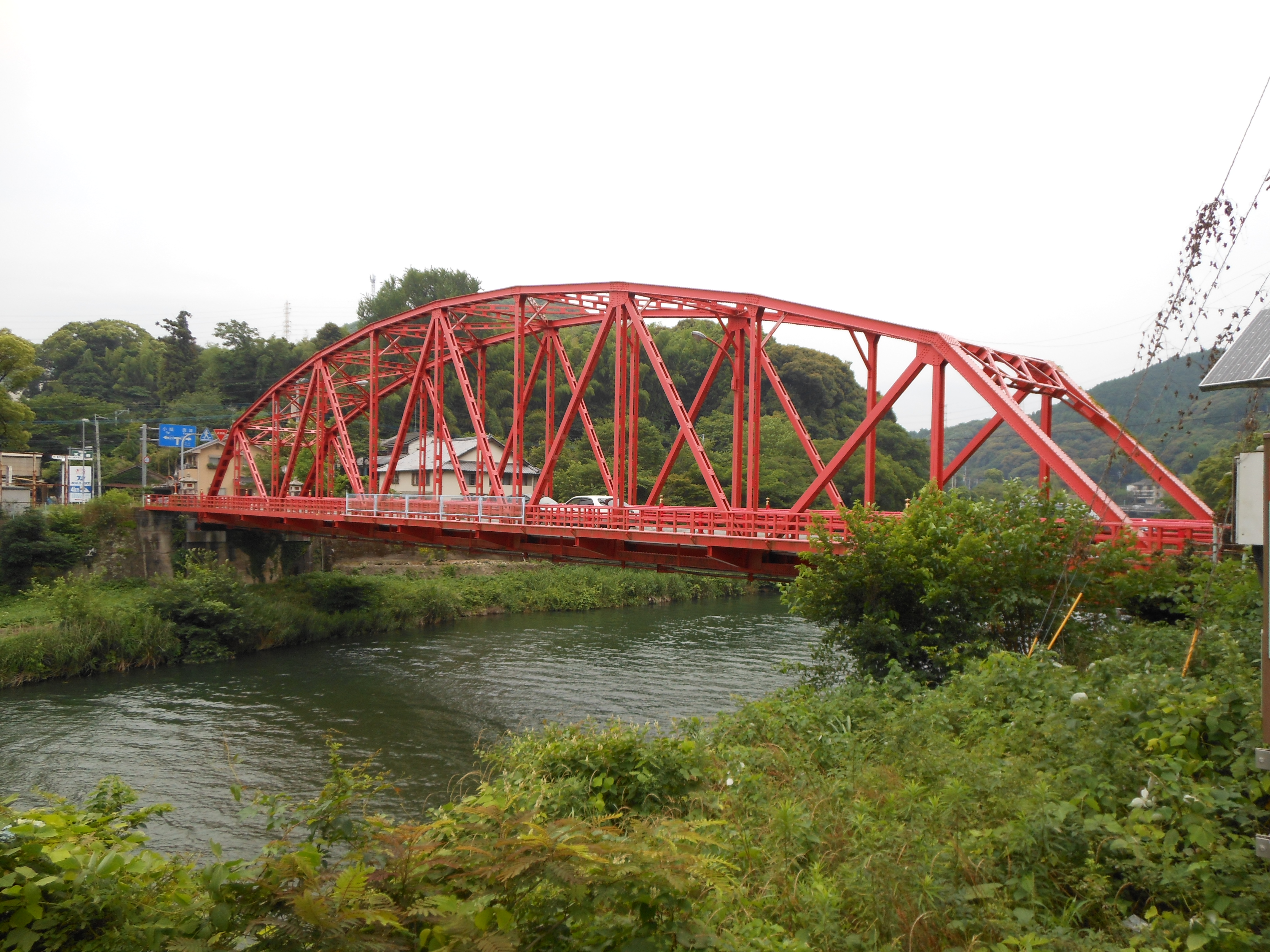
官人橋

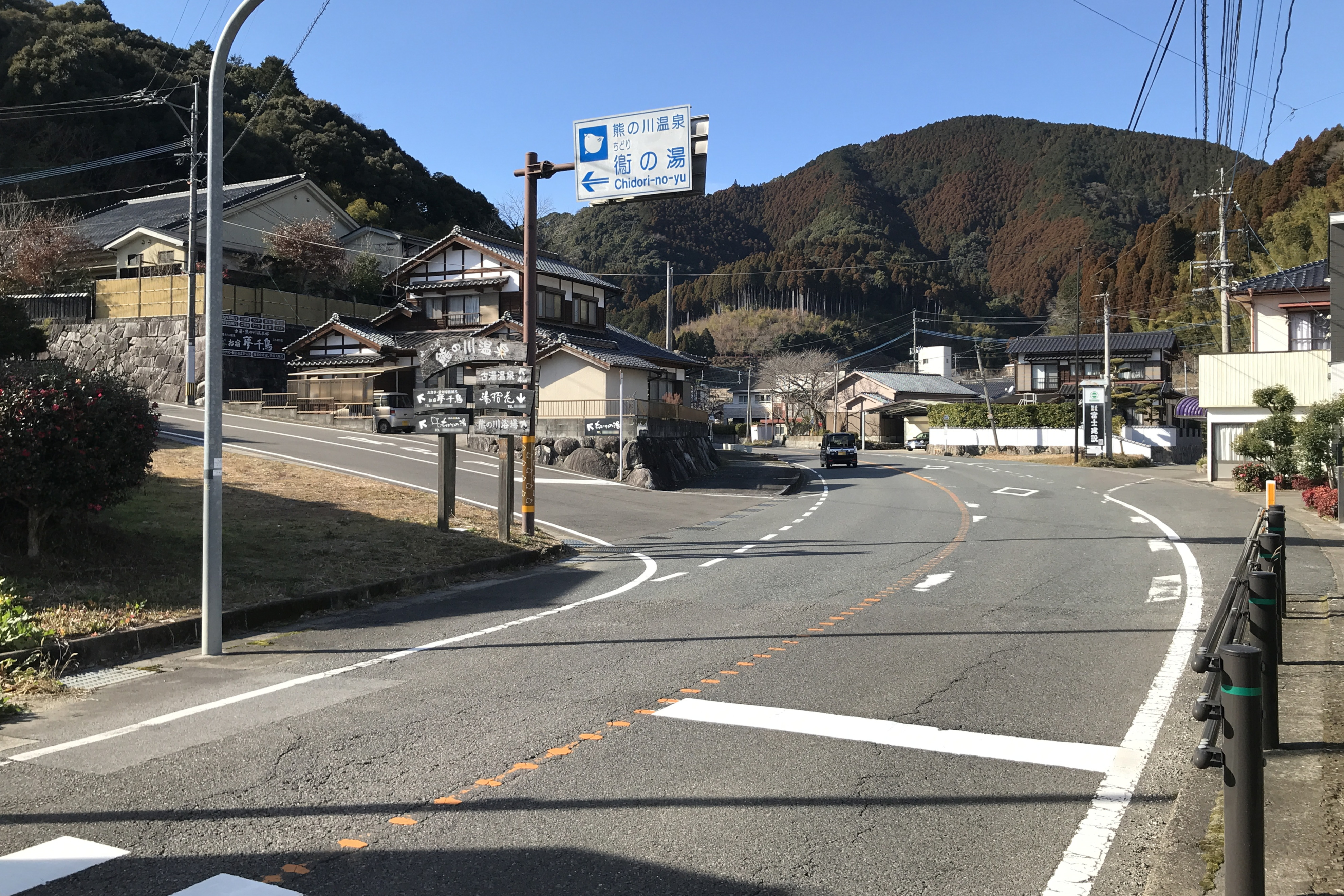
熊の川温泉付近

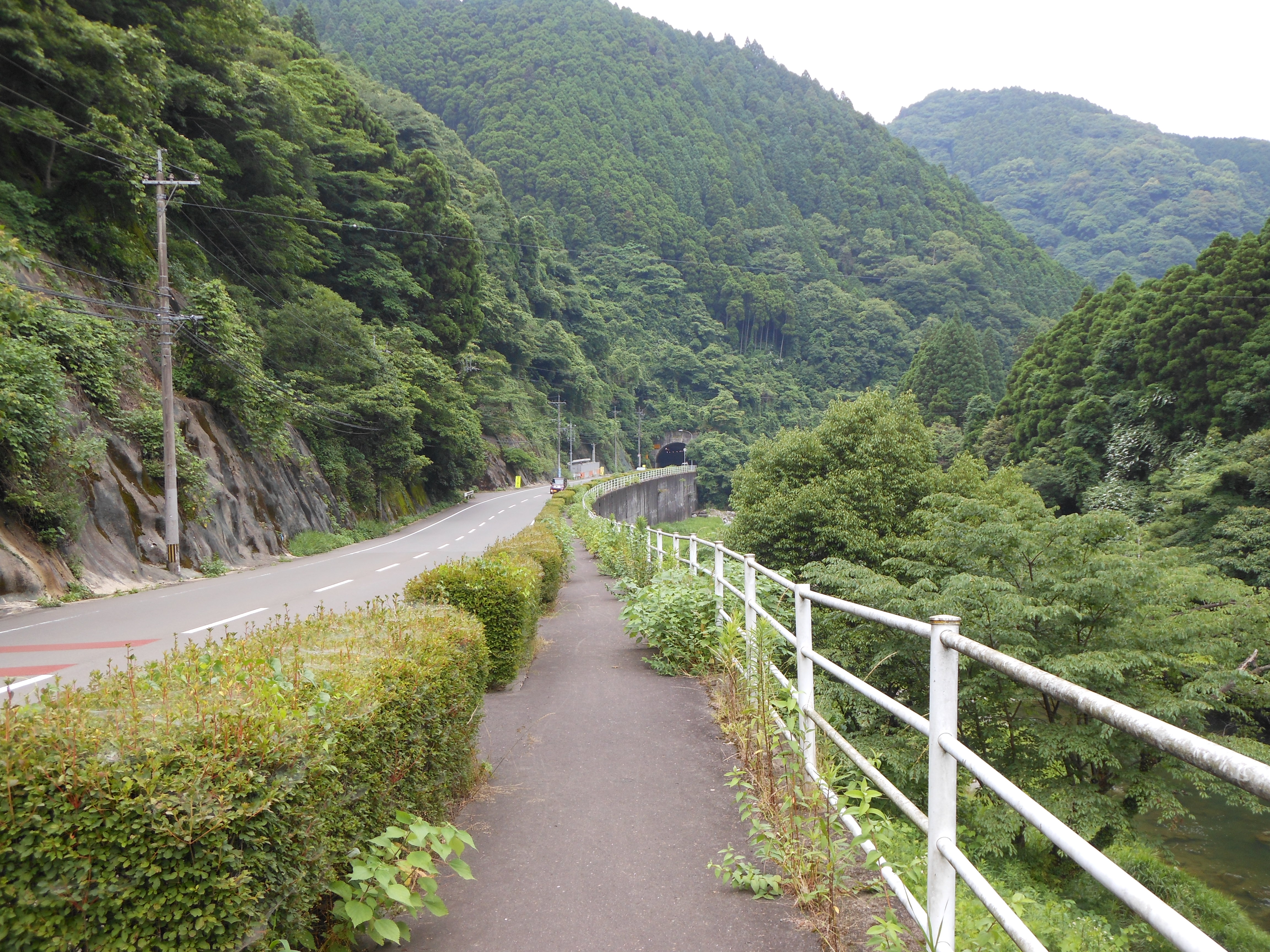
雄淵トンネル西側の谷合い

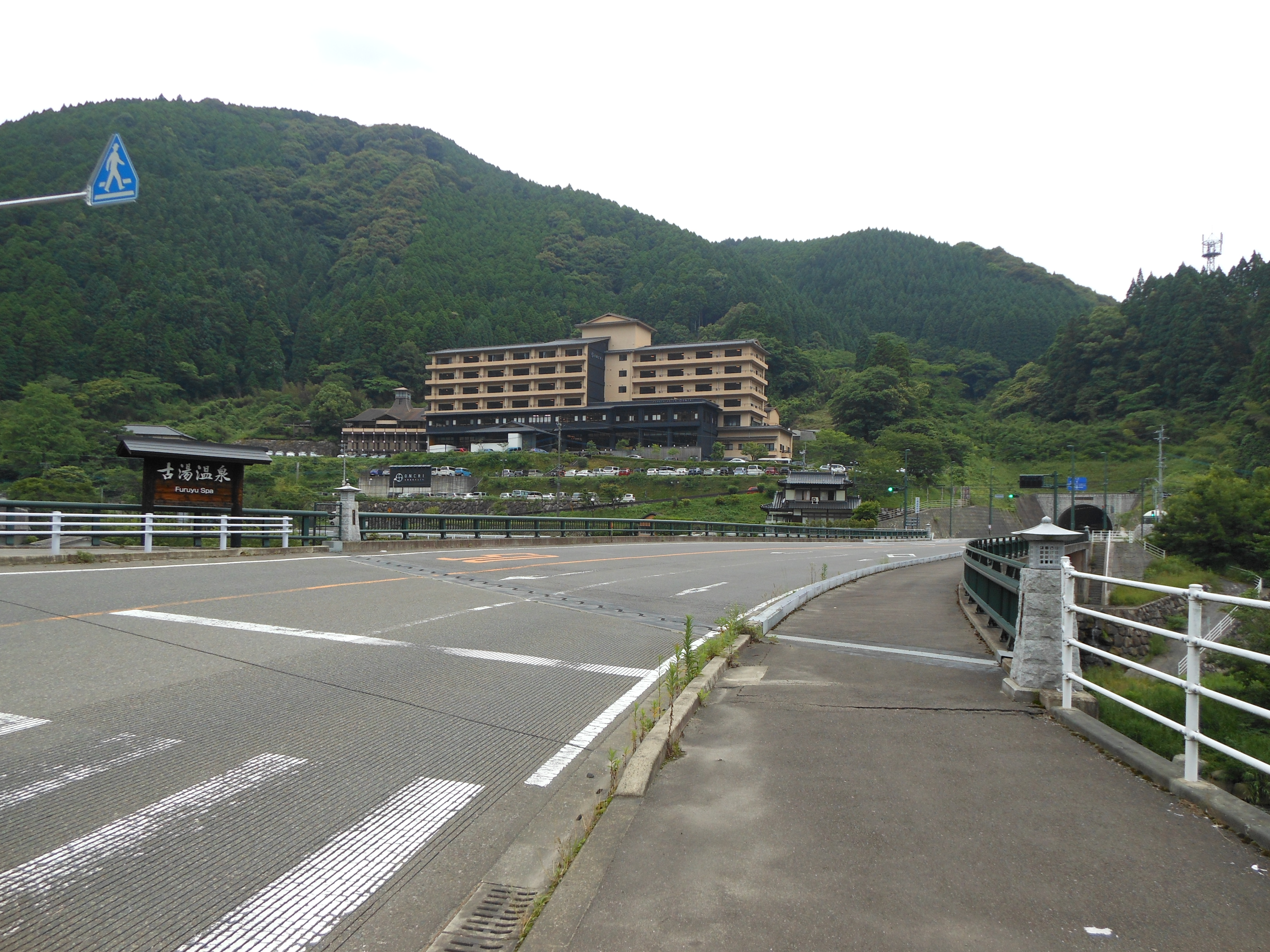
古湯温泉入口の天河大橋。直進すると古湯温泉トンネルで、温泉街は右折。

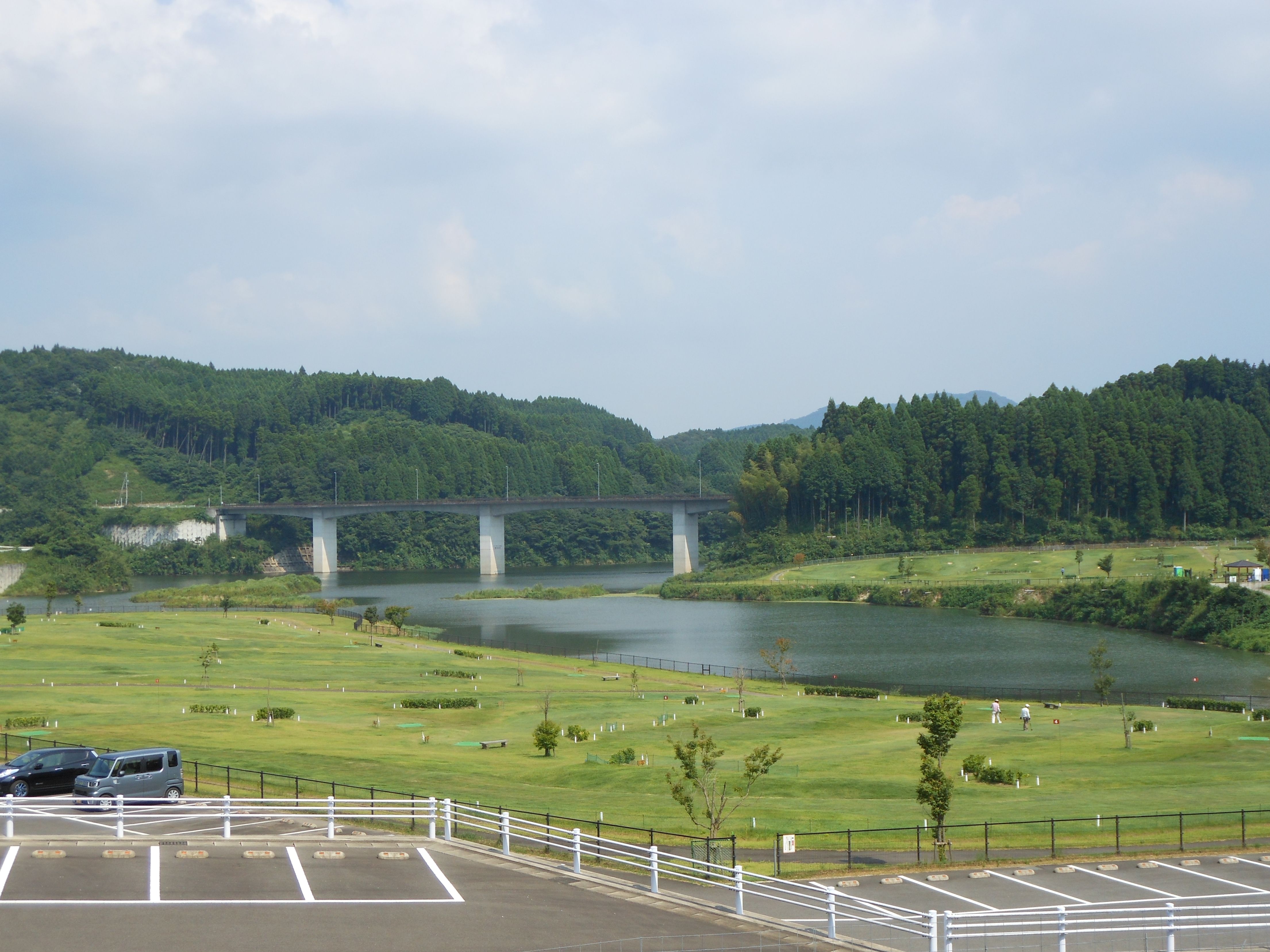
神水川大橋の遠望。富士しゃくなげ湖のパークゴルフ場付近から。

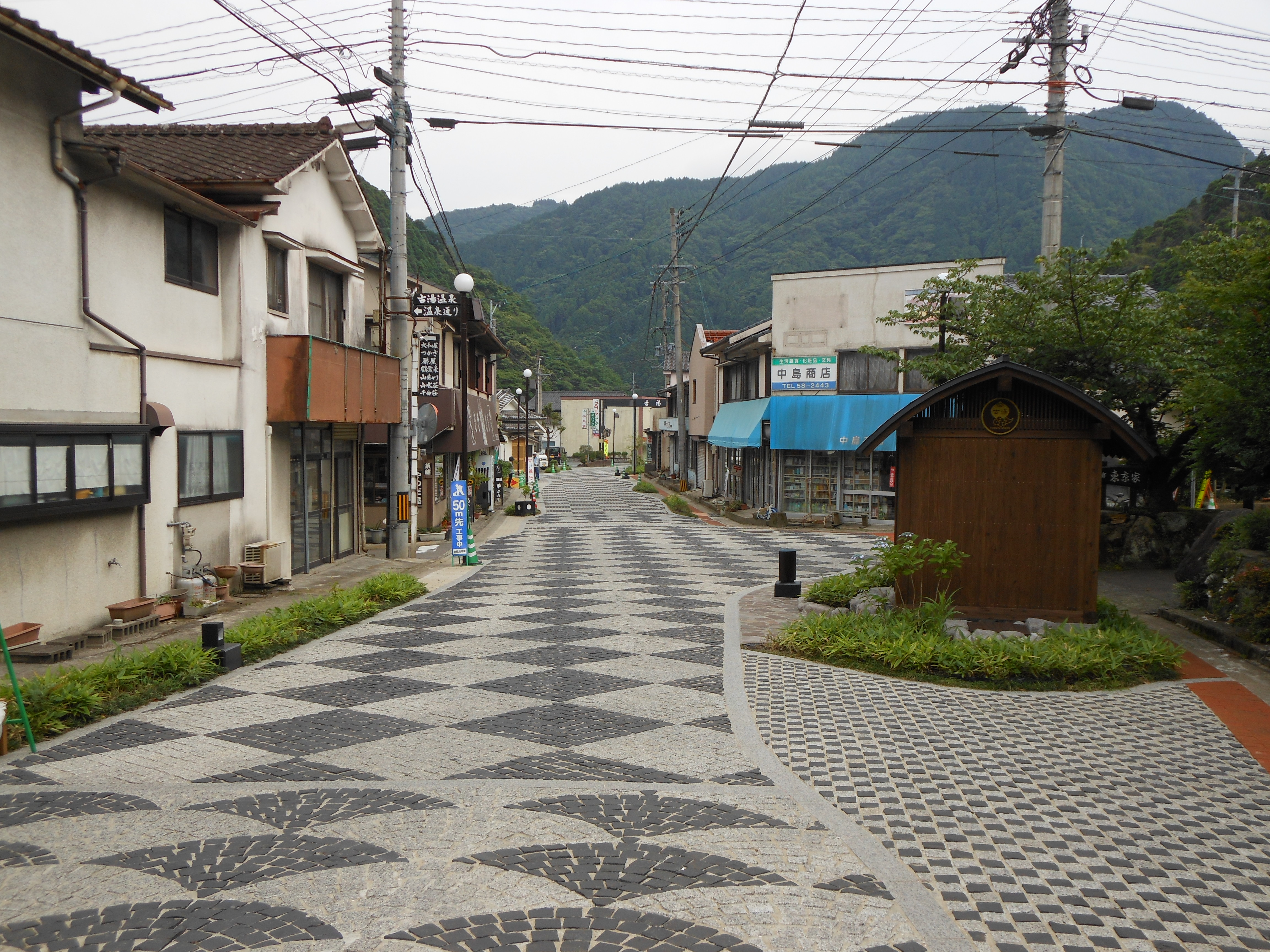
2020年に指定解除され市道となった古湯温泉街の石畳通り（佐賀市富士町大字古湯）。国道時代に石畳舗装となった。

### 通過する自治体
- 佐賀県
  - 佐賀市 - 唐津市

### 交差する道路
| 交差する道路                                        | 市町村名 | 交差する場所               | 交差する場所                |
| --------------------------------------------------- | -------- | -------------------------- | --------------------------- |
| 国道34号 国道203号 国道263号 重複区間起点 国道264号 | 佐賀市   | 日の出1丁目                | SAGAアリーナ前交差点 / 起点 |
| 佐賀県道31号佐賀川久保鳥栖線                        | 佐賀市   | 高木瀬東2丁目              | 下高木交差点                |
| 佐賀県道48号佐賀外環状線                            | 佐賀市   | 大和町大字尼寺             | 尼寺橋北交差点              |
| E34 長崎自動車道                                    | 佐賀市   | 大和町大字久池井（くちい） | 3 佐賀大和IC                |
| 国道263号 重複区間終点                              | 佐賀市   | 大和町大字梅野             |                             |
| 佐賀県道275号松尾湯の原線                           | 佐賀市   | 富士町大字上熊川           | 上熊川交差点                |
| 佐賀県道209号広滝大和富士線 重複区間起点            | 佐賀市   | 富士町大字小副川           |                             |
| 佐賀県道209号広滝大和富士線 重複区間終点            | 佐賀市   | 富士町大字小副川           |                             |
| 佐賀県道209号広滝大和富士線 重複区間起点            | 佐賀市   | 富士町大字小副川           |                             |
| 佐賀県道209号広滝大和富士線 重複区間終点            | 佐賀市   | 富士町大字小副川           |                             |
| 佐賀県道44号小城富士線                              | 佐賀市   | 富士町大字古湯             |                             |
| 佐賀県道37号厳木富士線                              | 佐賀市   | 富士町大字古湯             |                             |
| 佐賀県道209号広滝大和富士線                         | 佐賀市   | 富士町大字古湯             | 古湯温泉南口交差点          |
| 佐賀県道278号池原古湯線                             | 佐賀市   | 富士町大字古湯             | 古湯温泉西口交差点          |
| 佐賀県道299号三瀬栗並線                             | 佐賀市   | 富士町大字栗並             |                             |
| 佐賀北部広域農道 重複区間起点                       | 佐賀市   | 富士町大字栗並             |                             |
| 佐賀県道39号富士三瀬線                              | 佐賀市   | 富士町大字中原             | 下無津呂交差点              |
| 佐賀北部広域農道 重複区間終点                       | 佐賀市   | 富士町大字中原             |                             |
| 福岡県道・佐賀県道12号前原富士線                    | 佐賀市   | 富士町大字麻那古（まなご） |                             |
| 佐賀県道276号七山厳木線                             | 唐津市   | 七山滝川                   | 滝川交差点                  |
| 佐賀県道・福岡県道143号藤川二丈線                   | 唐津市   | 七山白木                   |                             |
| 佐賀県道306号鳥巣浜崎停車場線 重複区間起点          | 唐津市   | 浜玉町南山                 | 玉島交差点                  |
| E35 唐津道路                                        | 唐津市   | 浜玉町大江                 | 浜玉IC                      |
| 佐賀県道306号鳥巣浜崎停車場線 重複区間終点          | 唐津市   | 浜玉町大江                 | 大江交差点                  |
| 国道202号 重複区間起点 E35 二丈浜玉道路             | 唐津市   | 浜玉町渕上                 | [ 注釈 5 ]                  |
| 国道202号 重複区間終点 佐賀県道347号虹の松原線      | 唐津市   | 浜玉町浜崎                 | 浜玉町浜交差点 / 終点       |

### 交差する鉄道
- 筑肥線

### 峠
- 観音峠（佐賀市 - 唐津市）